# 안동 보광사 목조관음보살좌상 및 복장유물
안동 보광사 목조관음보살좌상 및 복장유물(安東 普光寺 木造觀音菩薩坐像 및 腹藏遺物)은 경상북도 안동시, 보광사에 있는 고려시대의 보살상이다. 2008년 8월 28일 대한민국의 보물 제1571호로 지정되었다.

## 개요
보광사 목조관음보살좌상은 정교성과 화려함을 두루 갖춘 보관, 이국적이면서도 우아한 귀족풍의 얼굴모습, 단정하고 엄숙하면서도 안정된 신체비례, 간결하지만 탄력 넘치는 옷주름의 표현, 불신 전반에 걸쳐 정교하게 장엄된 영락 장식 등 품격 높은 고려 불교문화의 한 단면을 뚜렷이 보여준다. 이 관음보살좌상은 조성발원문이 남아있지 않지만 현존하는 작품과의 비교를 통해 13세기 전반기에 조성된 보살상으로 추정되는데, 현재 이 시기의 보살상이 거의 남아 있지 않은 점에서 그 자료적 가치는 매우 높다 하겠다.
안동 보광사 목조관음보살좌상에서는 10종 194점에 이르는 복장유물이 함께 발견되었다. 복장전적 중 《보협인다라니경》(寶篋印陀羅尼經)과 《범서총지집》(梵書摠持集)의 인출시기는 불상 조성시기인 13세기 전반으로 추정되는데, 《보협인다라니경》은 1007년 총지사(摠持寺)에서 간행한 목판의 원형을 살필 수 있는 중요한 자료로 주목된다. 또한 《범서총지집》은 1150년 평양 광제포에서 선사 사원(思遠)이 교정하여 개판한 간행기록이 있어 서지학·밀교사상·다라니연구 자료로서 가치가 있으며, 지질 및 판각술은 고려 인쇄문화의 특징을 보여주는 자료이다. 경전류도 대개가 고려시대 인본들로 가치가 있다. 복장유물 중 '저고리'는 현전하는 예가 드문 고려시대의 저고리로 복식사 및 직물사 연구에 중요한 자료이다.

## 갤러리

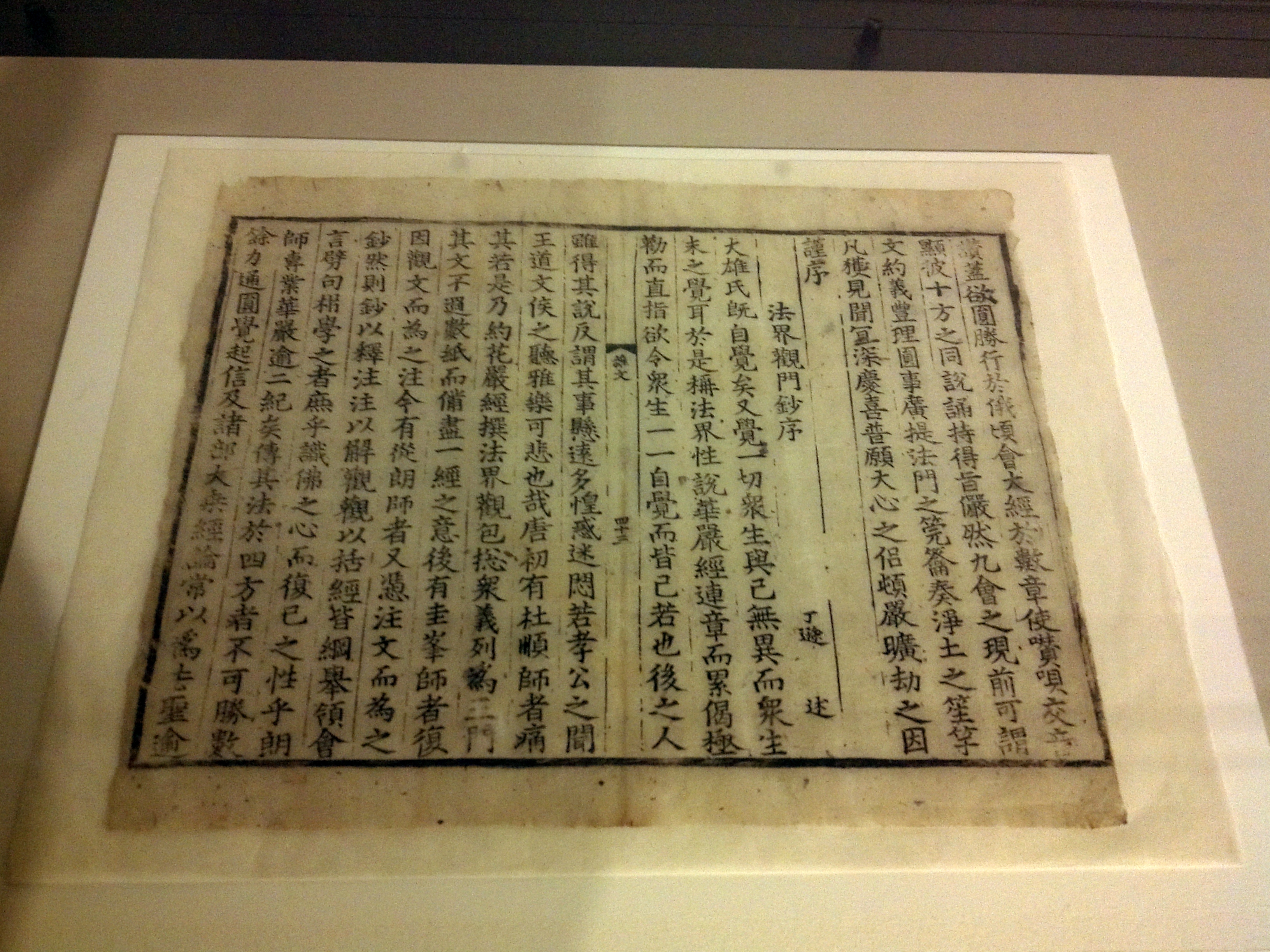
복장유물

## 같이 보기
- 보광사

## 참고 자료
- 안동 보광사 목조관음보살좌상 및 복장유물 - 국가유산청 국가유산포털